# Đorđe Lazić (Wasserballspieler)
Đorđe Lazić (serbisch-kyrillisch Ђорђе Лазић; * 19. Mai 1996 in Belgrad) ist ein serbischer Wasserballspieler. Bei Olympischen Spielen gewann er mit der Nationalmannschaft eine Goldmedaille.

## Sportliche Karriere
Đorđe Lazić spielte bis 2018 für VK Partizan Belgrad und war am Gewinn von vier Meistertiteln beteiligt. Nach zwei Jahren in Ungarn, wechselte er nach Italien zu AN Brescia. 2021 gewann er den italienischen Meistertitel. 2024 wechselte er nach Montenegro.
2015 nahm Lazić mit der serbischen Studentenauswahl an der Universiade in Gwangju teil und belegte den vierten Platz. Ab 2017 spielte er in der Nationalmannschaft. 2019 belegte die serbische Mannschaft den fünften Platz bei der Weltmeisterschaft in Gwangju, nachdem sie im Viertelfinale gegen die Spanier verloren hatte. Bei den 2021 nachgeholten Olympischen Spielen in Tokio unterlag Serbien in der Vorrunde gegen Spanien und Kroatien. Nach einem Viertelfinalsieg über Weltmeister Italien und einem Halbfinalsieg über die Spanier gewannen die Serben das Finale gegen die Griechen mit 13:10. Đorđe Lazić spielte im Finale zehn von 32 Minuten, er erzielte kein Tor.
Bei der Weltmeisterschaft 2022 unterlagen die Serben im Viertelfinale den Kroaten mit 12:14. Letztlich wurden die Serben Fünfte. Bei der Weltmeisterschaft 2023 gewannen die Serben im Viertelfinale gegen Italien nach Fünf-Meter-Schießen. Einem 7:13 gegen die Griechen im Halbfinale folgte ein 6:9 gegen Spanien im Kampf um Bronze. Im Februar 2024 bei der Weltmeisterschaft in Doha verloren die Serben im Viertelfinale mit 13:15 gegen die Kroaten und belegten schließlich den sechsten Platz.